# Juan Miguel Bertani
Juan Miguel Bertani (nacido en Mendoza, Argentina, el 4 de mayo de 1970) es un reconocido preparador físico argentino, que ha trabajado en diferentes equipos de fútbol de primera división de Argentina, Bolivia, Perú, Honduras, España, Portugal, Kuwait y con las selecciones nacionales de Guatemala y Puerto Rico. En la actualidad trabaja en la preparación física del C. D. Marathón junto a Hernán Medina quien es el actual timonel de dicho equipo.

## Trayectoria
Inicia su carrera en Mendoza, en 1993 con el Club Leonardo Murialdo para luego pasar a las filas del Atlético Club San Martín (Mendoza), el equipo obtiene el ascenso al Torneo Argentino A. Pasó luego por el Club Huracán (San Rafael), hasta que en el año 1996 recaló junto a Carlos Biasutto en el Club Jorge Wilstermann de Bolivia, y junto al mismo entrenador al siguiente año trabajó en Perú en el Club Deportivo Municipal de Lima, regresó a Mendoza para incorporarse al Club Atlético Chacras de Coria, que obtendría el ascenso al Torneo Argentino A y cambiaría su nombre por el de Asociación Atlética Luján de Cuyo. En el año 2000, Juan Miguel Bertani llega a la primera división del fútbol Argentino en el Club Atlético Belgrano de Córdoba, regresó a Bolivia al siguiente año para disputar con el Club Jorge Wilstermann la Copa Toyota Libertadores de América 2001.
En el año 2002 regresa a Perú contratado por el FBC Melgar de Arequipa, regresa luego a Bolivia donde pasa por los clubes Club Real Potosí, Club Blooming y el Club The Strongest de La Paz. Vuelve más tarde a Argentina a la Asociación Atlética Luján de Cuyo, el equipo, pierde la final por el ascenso al Nacional B.
En el año 2006 llega a Centroamérica, a Honduras, para trabajar en la preparación física del Club Deportivo Motagua junto a Ramon Maradiaga, donde se gana el torneo de la liga profesional Hondureña 2006 y la Copa UNCAF 2007, luego junto al mismo entrenador se traslada a Guatemala y se incorpora a la Selección de fútbol de Guatemala para disputar la eliminatoria para la Copa del Mundo Sudáfrica 2010, quedando eliminado en la etapa final.
Retorna a Honduras en el año 2009, al Real Club Deportivo España, donde pierda la final del torneo de ese año. Regresa nuevamente al Club Deportivo Motagua, y permanece hasta el año 2012 y se logra el campeonato Clausura 2010/2011 de la liga profesional Hondureña.
En el 2012 viaja a España para trabajar junto a Claudio Arzeno en el Club Deportivo Puertollano, temporada 2012/2013 y luego en la Sociedad Deportiva Noja con el mismo entrenador,  en la temporada 2013/2014 de la segunda División B Española, a pesar de la buena campaña, los graves problemas económicos lo obligan a dejar el equipo y es contratado por el Club Jorge Wilstermann de Cochabamba Bolivia.
En el 2015 llega al Club Blooming junto a Erwin Sanchez como director técnico, el equipo realiza una buena campaña y obtiene un cupo para Copa Sudamericana y el torneo de invierno Copa Cine Center.
Finales del 2015 es contratado por Boavista Futebol Clube,de la Primeira Liga de Portugal nuevamente junto a Erwin Sanchez, donde permanece hasta el 2017.

### Carrera
| Club                                                               | País        | Temporada |
| ------------------------------------------------------------------ | ----------- | --------- |
| Club Leonardo Murialdo                                             | Argentina   | 1992-1993 |
| Atlético Club San Martín (Mendoza)                                 | Argentina   | 1994-1995 |
| Club Huracán (San Rafael)                                          | Argentina   | 1995      |
| Club Jorge Wilstermann                                             | Bolivia     | 1996      |
| Club Deportivo Municipal                                           | Perú        | 1997      |
| Club Jorge Wilstermann                                             | Bolivia     | 1998      |
| Club Atlético Chacras de Coria \|Asociación Atlética Luján de Cuyo | Argentina   | 1999-200  |
| Club Atlético Belgrano                                             | Argentina   | 2000      |
| Club Jorge Wilstermann                                             | Bolivia     | 2001      |
| FBC Melgar                                                         | Perú        | 2002      |
| Club Real Potosí                                                   | Bolivia     | 2003      |
| Club Blooming                                                      | Bolivia     | 2004      |
| Club The Strongest                                                 | Bolivia     | 2004      |
| Asociación Atlética Luján de Cuyo                                  | Argentina   | 2005      |
| Club Deportivo Motagua                                             | Honduras    | 2006-2007 |
| Selección de fútbol de Guatemala                                   | Guatemala   | 2008      |
| Real Club Deportivo España                                         | Honduras    | 2009      |
| Club Deportivo Motagua                                             | Honduras    | 2010-2012 |
| Club Deportivo Puertollano                                         | España      | 2012-2013 |
| Sociedad Deportiva Noja                                            | España      | 2013      |
| Club Jorge Wilstermann                                             | Bolivia     | 2014      |
| Club Blooming                                                      | Bolivia     | 2015      |
| Boavista Futebol Clube                                             | Portugal    | 2016-2017 |
| Club Blooming                                                      | Bolivia     | 2018      |
| Selección de fútbol de Puerto Rico                                 | Puerto Rico | 2018-2019 |
| Al Qadsia                                                          | Kuwait      | 2019-2021 |
| Fútbol Club Motagua                                                | Honduras    | 2022-2023 |
| Club Deportivo Victoria                                            | Honduras    | 2023-Act. |